# Vasílios Zagarítis
Vasílios Zagarítis (en grec moderne : Βασίλειος Ζαγαρίτης), né le 4 mai 2001 à Thèbes en Grèce, est un footballeur grec qui joue au poste d'arrière gauche au SC Heerenveen.

## Biographie

### En club
Né à Thèbes, en Grèce, Vasílios Zagarítis est formé par le Panathinaïkos. Il joue son premier match en professionnel le 5 décembre 2019, lors d'une rencontre de coupe de Grèce contre le Panachaïkí. Il est titularisé et son équipe l'emporte par deux buts à zéro.
Le 22 janvier 2021 Vasílios Zagarítis rejoint l'Italie afin de s'engager en faveur du Parme Calcio. Il signe un contrat courant jusqu'en juin 2024. Zagaritis joue son premier match sous ses nouvelles couleurs le 17 mai 2021, lors d'une rencontre de championnat face à l'US Sassuolo. Il entre en jeu et son équipe s'incline par trois buts à un,.
Lors de la saison 2023-2024, Zagarítis participe à la promotion de son équipe en première division, le Parme Calcio étant sacré champion de deuxième division,.

### En sélection
Vasílios Zagarítis joue son premier match avec l'équipe de Grèce espoirs, face à Chypre, le 25 mars 2021. Il entre en jeu et les deux équipes se neutralisent (0-0 score final).

## Palmarès
Parma Calcio
- Championnat d'Italie de deuxième division
  - Champion en 2023-2024